# 1925 en hockey sur glace
Cette page présente les évènements de l'année 1925 au hockey sur glace.

## Amérique du Nord

### Ligue nationale de hockey
- Les Cougars de Victoria remportent la Coupe Stanley 1925.

## Europe

### Allemagne
- Le Berliner Schlittschuhclub, remporte un 8e titre de champion d'Allemagne[1].

### France
- Coupe Magnus : Chamonix est sacré champion de France.

### Suisse
- HC Rosey est sacré champion de Suisse (titre unifié).

## International

### Championnat d'Europe
- 11 janvier : la Tchécoslovaquie remporte le championnat d'Europe devant l’Autriche.

## Autres évènements

### Fondations de club
- 17 avril 1925 : Americans de New York